# Peter Nagel (Religionshistoriker)

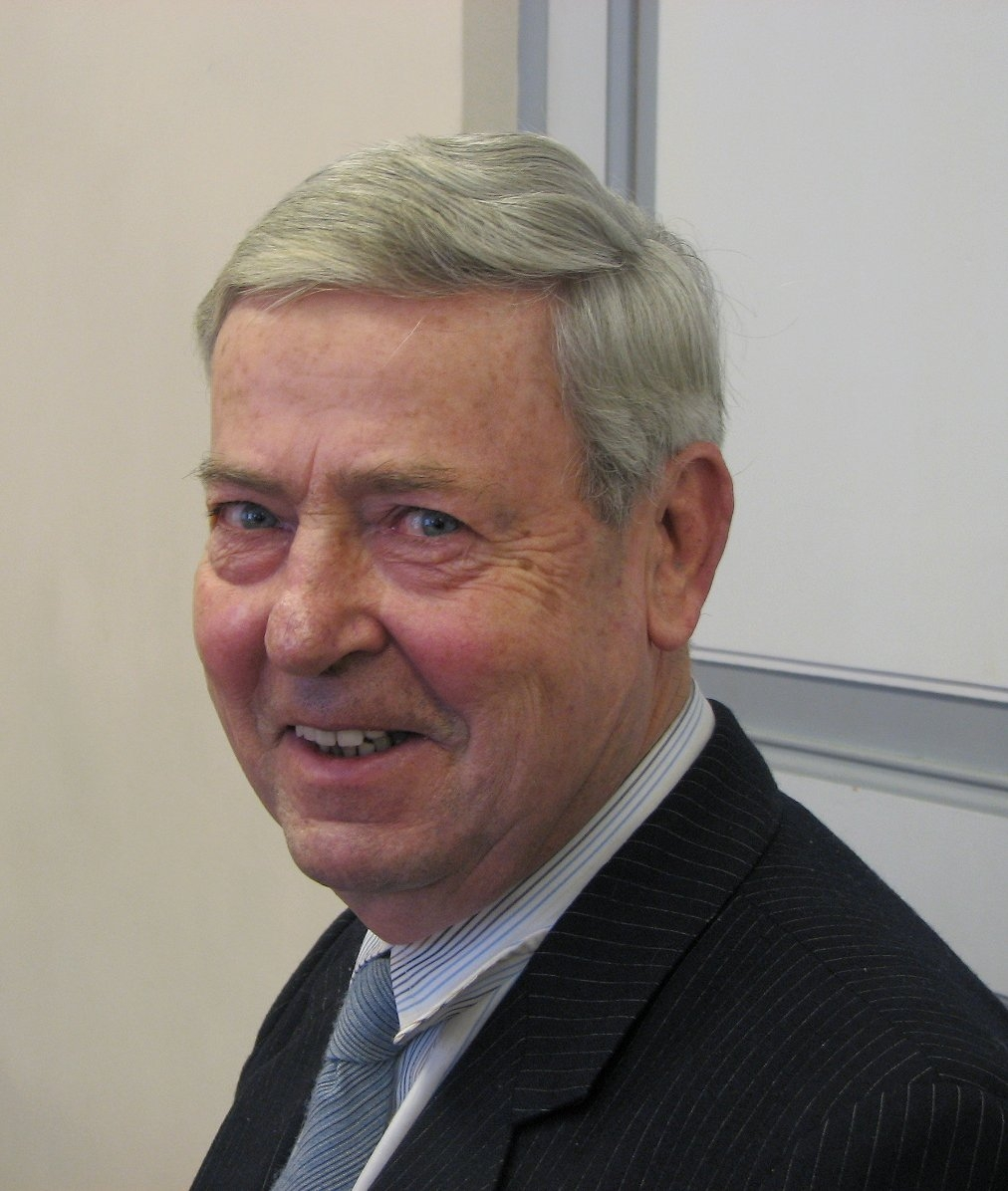
Peter Nagel, vor 2012

Peter Carl Nagel (* 3. April 1938 in Erdmannsdorf; † 1. August 2024) war ein deutscher evangelischer Theologe, Koptologe und Religionshistoriker.

## Werdegang
Nach dem Abitur 1956 begann Peter Nagel ein Studium der Evangelischen Theologie, Orientalistik und Ägyptologie an der Universität Leipzig. 1961 legte er das theologische Staatsexamen ab und wurde wissenschaftlicher Assistent, ab 1964 Lehrbeauftragter am Institut für Byzantinistik der Universität Halle. Im Juli 1961 erfolgte die Promotion in Theologie bei Johannes Leipoldt und Franz Lau zum Thema Die Motivierung der Askese in der alten Kirche, im September 1965 bei Leipoldt und Siegfried Morenz für Philologie mit der Arbeit Untersuchungen zur Grammatik des subachmimischen Dialekts. Nach der zweiten Promotion wurde er Oberassistent am Institut für Byzantinistik. Im Oktober 1967 folgte schließlich in Halle die Habilitation bei Otto Eißfeldt, Hans-Joachim Diesner, Johannes Irmscher und Kurt Rudolph zum Thema Die antimanichäischen Schriften des Titus von Bostra. Seit September 1980 lehrte Nagel als außerordentlicher Professor an der Universität Halle. Die nach der geplanten Berufung als Nachfolger Alexander Böhligs nach Tübingen von der Staatssicherheit erpresste IM-Tätigkeit Peter Nagels wurde nach der Wende offengelegt. Nagel war als IM Weber (PKZ 030438 4 15413) unter anderem für die Absicherung internationaler Konferenzen verantwortlich. Dies ging aus der in Halle 1992 veröffentlichten „Stasiliste“ hervor; der Vorgang ist wissenschaftlich aufgearbeitet worden. Von 1988 bis 1992 war er Mitglied der Sächsischen Akademie der Wissenschaften. Von 1993 bis zu seiner Emeritierung 2003 war er Professor für die Wissenschaft vom Christlichen Orient am Orientalistischen Seminar der Universität Bonn.
Zu Nagels Forschungsgebieten gehörten insbesondere die koptische und die syrische Sprache und ihre Literaturen, die neutestamentlichen Apokryphen, die Gnosis und der Manichäismus. Er war Mitglied der Königlich Dänischen Akademie der Wissenschaften.
Im August 2024 starb Nagel im Alter von 86 Jahren.

## Veröffentlichungen
- Die Motivierung der Askese in der alten Kirche und der Ursprung des Mönchtums (= Texte und Untersuchungen zur Geschichte der altchristlichen Literatur. Bd. 95). Akademie-Verlag, Berlin 1966
- (Hrsg.): Von Nag Hammadi bis Zypern. Eine Aufsatzsammlung. Akademie-Verlag, Berlin 1972
- (Hrsg.): Studia coptica (= Berliner byzantinistische Arbeiten. Band 43). Akademie-Verlag, Berlin 1974.
- Bibliographie zur russischen und sowjetischen Koptologie (= Arbeiten aus der Universitäts- und Landesbibliothek Sachsen-Anhalt in Halle an der Saale. Band 23). Universitäts- und Landesbibliothek, Halle 1978.
- (Hrsg.): Studien zum Menschenbild in Gnosis und Manichäismus (= Wissenschaftliche Beiträge der Martin-Luther-Universität Halle-Wittenberg. 1979, Band 39; K / Byzantinistische Beiträge. Band 5 / Kongress- und Tagungsberichte der Martin-Luther-Universität Halle-Wittenberg). Wissenschaftspublizistik der Martin-Luther-Universität, Halle 1979.
- Die Thomaspsalmen des koptisch-manichäischen Psalmenbuches. Evangelische Verlagsanstalt, Berlin 1980.
- Der Tractatus Tripartitus aus Nag Hammadi Codex I (Codex Jung). Mohr Siebeck, Tübingen 1998.